# Lock Me In
«Lock Me In» (укр. Замкни мене) — пісня грузинського гурту Circus Mircus, з якою вони представляли Грузію на Пісенному конкурсі Євробачення 2022 в Турині, Італія. Пісня була обрана для участі в конкурсі грузинським національним мовником Georgian Public Broadcasting шляхом внутрішнього відбору. Гурт посів останнє місце у півфіналі Євробачення та не зміг досягти фіналу конкурсу.

## Реліз
Пісня була випущена 9 березня 2022 року на YouTube-каналі Circus Mircus. Хоча музичне відео на пісню також мало бути випущене того ж дня, його було перенесено на 1 квітня через російське вторгнення в Україну 2022 року, при цьому група заявила, що «Через війну в Україні ми відчуваємо, що зараз не найкращий час для випуску нашого щасливого та барвистого музичного відео. Відповідно до рекомендацій ЄМС, кінцевий термін подачі заявок наближається, тому ми вирішили випустити лише аудіо, використовуючи чорний фон замість офіційних музичних відеоматеріалів, щоб висловити нашу частку солідарності з нашими українськими сестрами та братами». Пісня була офіційно випущена на стрімінгових сервісах 25 березня.

## Пісенний конкурс Євробачення

### Відбір
20 вересня 2021 року національний мовник Грузії GPB підтвердив намір взяти участь у Пісенному конкурсі Євробачення 2022. 11 листопада року мовник підтвердив, що провів внутрішній відбір у співпраці з музичними продюсерами, обравши гурт, який представлятиме країну на конкурсі. 14 листопада 2021 року учасниками від Грузії були оголошені Circus Mircus.

### На Євробаченні
25 січня 2022 року було проведено жеребкування, яке розподілило кожну країну в один із двох півфіналів, а також визначило, в якій половині шоу вони виступатимуть. Грузія потрапила у другий півфінал, який відбувся 12 травня 2022 року. Пісня «Lock Me In» отримала лише 22 бали (13 від журі та 9 від телеглядачів), через що посіла останнє місце у півфіналі та не змогла досягти фіналу Євробачення.